# تپه حسین‌آباد ۳
تپه حسین‌آباد ۳ مربوط به دوره ساسانیان - سده‌های اولیه و میانه دوران‌های تاریخی پس از اسلام است و در شهرستان ازنا، بخش جاپلق، دهستان جاپلق شرقی، ۱۲۵۰ متری شمال غربی حسین‌آباد واقع شده و این اثر در تاریخ ۳۰ بهمن ۱۳۸۶ با شمارهٔ ثبت ۲۱۱۳۷ به‌عنوان یکی از آثار ملی ایران به ثبت رسیده است.